# Municipio de Tlapanalá
El municipio de Tlapanalá (del nahuatl: tlapana; lan ‘quebrar, partir, romper; cerca, junto’‘En lo quebrado’) es uno de los 217 municipios que conforman al estado mexicano de Puebla. Fue fundado en 1895 y su cabecera es la ciudad de Tlapanalá.

## Geografía
El municipio se encuentra a una altitud promedio de 1400 m s. n. m. y abarca un área de 83.79 km². Colinda al norte con el municipio de Huaquechula, al oeste con el municipio de Tepeojuma, al sur con Tilapa y el municipio de Izúcar de Matamoros y al este con el municipio de Tepexco y Huaquechula.

## Demografía
De acuerdo al último censo, realizado por el INEGI en 2010, en el municipio hay una población total de 8404 habitantes, lo que le da una densidad de población aproximada de 100 habitantes por kilómetro cuadrado. Es un municipio con un alto índice de migración.

## Sector agrario
Actualmente se cosecha cacahuate, caña, frijol, sorgo. De acuerdo a Silva Herzog

Durante el Porfiriato, el sector agrario vivió un esplendor con productos como caña, trigo y garbanzo; el crecimiento llegó al grado de poder suplir a Cuba como máximo exportador azucarero, todo esto parte de una práctica inversionista interna para el campo. El estado de Puebla era uno de los productores de cereales más importantes para el consumo nacional

En la primera mitad del siglo XX, se dieron las grandes reformas agrícolas. Debido a que la mayoría de la población radicaba en el campo, la disminución de importaciones y exportaciones del país causaron una crisis agrícola. En Tlapanalá la gente se dedicaba a sembrar en sus traspatios para consumo propio, por lo que la propiedad rural se conservó mejor que otros tipos de propiedad (haciendas, ejidos) durante esta crisis

## Historia
Tlapanalá estuvo habitado desde tiempos prehispánicos por diversos grupos étnicos, como lo testimonia el "Códice de San Luis Chalma" y  el "Lienzo de Huaquechula" donde un glifo indica la proximidad de este señorío a Huaquechula. 
Durante la conquista y la colonia, los frailes dominicos se ocuparon de la región, recibiendo ésta el trato de "República de Indios" . Los españoles introdujeron el cultivo de la caña de azúcar y la construcción de haciendas que después serían ingenios. 
Los registros más antiguos que se resguardan en el archivo histórico municipal datan de 1811.
Durante el Porfiriato se consolidó como una región eminentemente agrícola. 
En la época de la Revolución, los bandos zapatistas se refugiaban con regularidad en la zona, teniendo incluso un cuartel en Tlapanalá.
El servicio telefónico llegó el 23 de marzo de 1923. A partir de la década de los 40's la tasa de mortalidad disminuyó, y la de fecundidad subió. Subsecuentes oleadas de migración hacia el país vecino del norte acontecieron en los años siguientes.

## Atractivos
En 2013, la administración municipal en conjunto con el INAH hizo la recolección de información sobre la historia y atractivos del municipio, publicando todas las informaciones en el libro "Tlapanalá: cauce histórico e identidad", que forma parte del proyecto aprobado por el INAH "Tepapayeca: guarnición atemporal de intercambio y fe". 

### Balneario
Tlapanalá cuenta con un balneario de agua de manantial llamado Ojo del Carbón.

### Iglesia
El templo de Santo Tomás de Aquino, patrono de la localidad , fue erigido en el siglo XVI.

Los padres dominicos bautizaron, casaron, dieron la comunión y enterraron a miles de personas durante 200 años en el templo de Santo Tomás de Aquino, hasta que en 1755 el obispo Pantaleón Álvarez Abreu, cumpliendo una orden del rey español exigió a los railes dejaran el convento de Tepapayeca

### Zona arqueológica
La localidad llamada Tepapayeca perteneciente al municipio de Tlapanalá alberga zonas arqueológicas protegidas por el INAH, tales como los restos de una pirámide y el ex-Convento de la Purificación de Santa María Tepapayeca, del siglo XVI. Ambos sufrieron daños considerables durante los sismos de septiembre de 2017

### Ferias
Tlapanalá cuenta con una vieja tradición en la producción de cacahuate, recientemente fue la primera feria del cacahuate para conmemorarlo. La feria del pueblo se realiza el 28 de enero, en honor a Santo Tomás de Aquino..
También se celebran las fiestas nacionales  del 16 de septiembre, donde se elige reina de las fiestas patrias; y estatales como el 5 de mayo.